# Друга влада Ане Брнабић
Друга влада Ане Брнабић је била Влада Републике Србије од 2020. године до 2022. године. Шеснаеста је по реду Влада Србије од увођења вишепартијског система у Србији, а чинили су је политичари из СНС-а, СПС-а, СПАС-а, ПУПС-а, СДПС-а, ПС-а, СНП-а и независни политичари. На њеном челу је била Ана Брнабић из Српске напредне странке. Заклетву је положила 28. октобра 2020. године. Заменила је Прву владу Ане Брнабић.

## Састав
Влада је бројала укупно 24 члана: 23 министра и председника Владе.
| Функција                                                                                          | Слика | Име и презиме           | Град              | Странка                                             |
| ------------------------------------------------------------------------------------------------- | ----- | ----------------------- | ----------------- | --------------------------------------------------- |
| Председник Владе Републике Србије                                                                 |       | Ана Брнабић             | Београд           | СНС                                                 |
| Први потпредседник Владе и министар просвете, науке и технолошког развоја Републике Србије        |       | Бранко Ружић            | Београд           | СПС                                                 |
| Потпредседник Владе и министар пољопривреде, шумарства и водопривреде Републике Србије            |       | Бранислав Недимовић     | Сремска Митровица | СНС                                                 |
| Потпредседник Владе и министар рударства и енергетике Републике Србије                            |       | Зорана Михајловић       | Београд           | СНС                                                 |
| Потпредседник Владе и министар одбране Републике Србије                                           |       | Небојша Стефановић      | Београд           | СНС                                                 |
| Потпредседник Владе и министар културе и информисања Републике Србије                             |       | Маја Гојковић           | Нови Сад          | СНС                                                 |
| Министар финансија Републике Србије                                                               |       | Синиша Мали             | Београд           | СНС                                                 |
| Министар привреде Републике Србије                                                                |       | Анђелка Атанасковић     | Трстеник          | СНС                                                 |
| Министар заштите животне средине Републике Србије                                                 |       | Ирена Вујовић           | Београд           | СНС                                                 |
| Министар грађевинарства, саобраћаја и инфраструктуре Републике Србије                             |       | Томислав Момировић      | Београд           | СНС                                                 |
| Министар трговине, туризма и телекомуникација Републике Србије                                    |       | Татјана Матић           | Београд           | СДПС                                                |
| Министар правде Републике Србије                                                                  |       | Маја Поповић            | Београд           | независни                                           |
| Министар државне управе и локалне самоуправе Републике Србије                                     |       | Марија Обрадовић        | Крушевац          | СНС                                                 |
| Министар за људска и мањинска права и друштвени дијалог Републике Србије                          |       | Гордана Чомић           | Нови Сад          | независни                                           |
| Министар унутрашњих послова Републике Србије                                                      |       | Александар Вулин        | Нови Сад          | ПС                                                  |
| Министар спољних послова Републике Србије                                                         |       | Никола Селаковић        | Ужице             | СНС                                                 |
| Министар за европске интеграције Републике Србије                                                 |       | Јадранка Јоксимовић     | Београд           | СНС                                                 |
| Министар здравља Републике Србије                                                                 |       | Златибор Лончар         | Београд           | СНС                                                 |
| Министар за рад, запошљавање, борачка и социјална питања Републике Србије                         |       | Дарија Кисић Тепавчевић | Београд           | независни (до новембра 2021) СНС (од новембра 2021) |
| Министар за бригу о породици и демографију Републике Србије                                       |       | Радомир Дмитровић       | Београд           | СПАС (до 2021) СНС                                  |
| Министар омладине и спорта Републике Србије                                                       |       | Вања Удовичић           | Београд           | СНС                                                 |
| Министар за бригу о селу Републике Србије                                                         |       | Милан Кркобабић         | Панчево           | ПУПС                                                |
| Министар без портфеља задужен за иновације и технолошки развој Републике Србије                   |       | Ненад Поповић           | Београд           | СНП                                                 |
| Министар без портфеља задужен за унапређење развоја недовољно развијених општина Републике Србије |       | Новица Тончев           | Сурдулица         | СПС                                                 |

По странкама:
- Српска напредна странка - 13
- Независни политичари - 4
- Социјалистичка партија Србије - 2
- Покрет социјалиста - 1
- Социјалдемократска партија Србије - 1
- Партија уједињених пензионера Србије - 1
- Српски патриотски савез - 1
- Српска народна партија - 1